# John Flanagan (Autor)

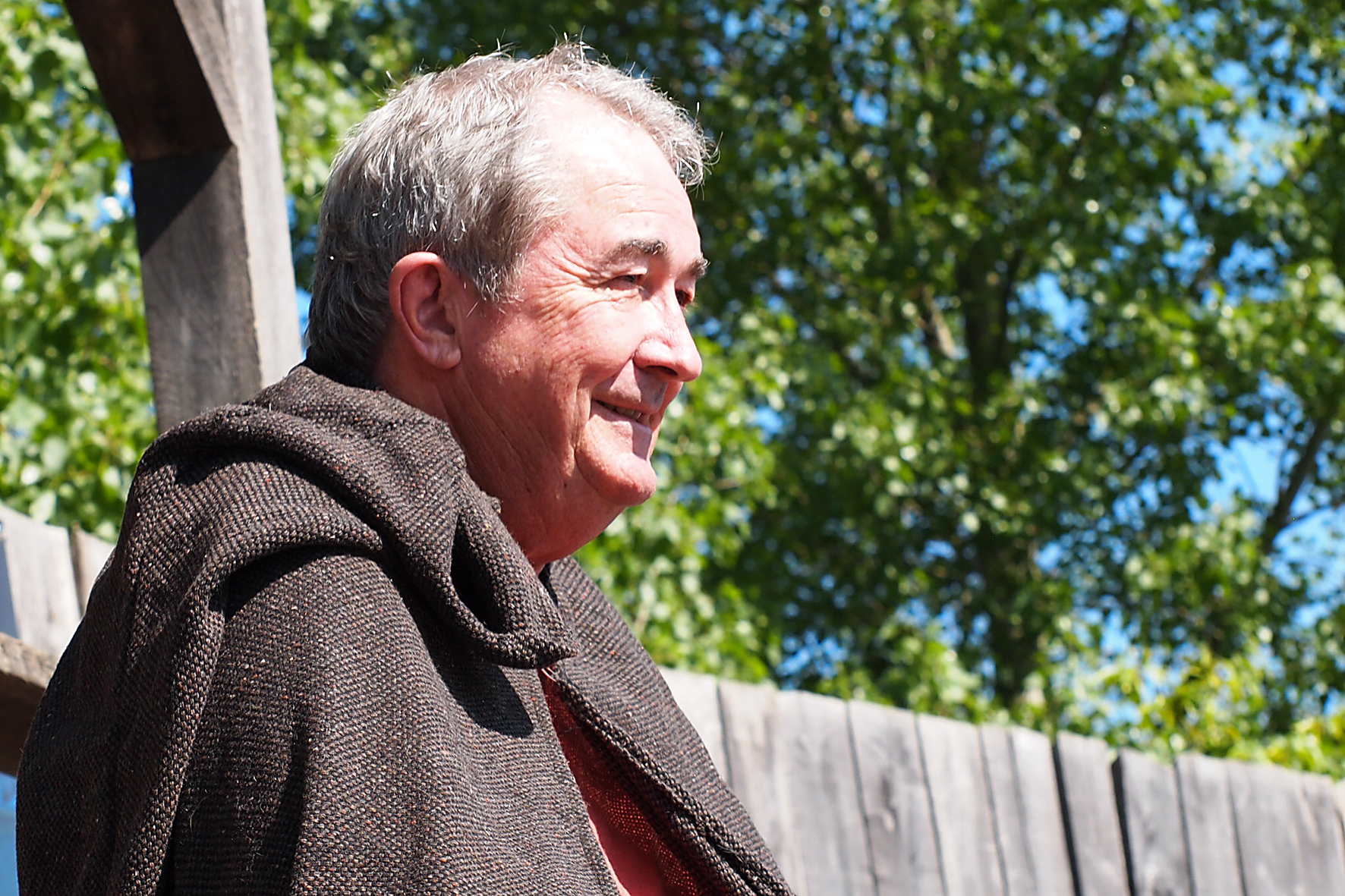
John Flanagan (2012)

John Anthony Flanagan (* 22. Mai 1944) ist ein australischer Jugendbuchautor.

## Leben
Bevor Flanagan für seinen Sohn sein erstes Buch schrieb, arbeitete er als Werbetexter und Drehbuchautor, er schrieb Fernsehserien wie Hey Dad!, die auch im deutschen Fernsehen ausgestrahlt wurden. Sein erstes Werk sind Die Chroniken von Araluen (Originaltitel: Ranger's Apprentice, engl.). Diese eroberten in Australien die Bestsellerlisten und stießen auch in Deutschland auf positive Kritiken. Flanagan schrieb diese Bücher ursprünglich, um seinen 12-jährigen Sohn Michael zum Lesen zu bringen. Nach dem Abschluss der Araluen-Reihe konzentrierte sich Flanagan auf seine neue Buchreihe Brotherband, welche in der gleichen fiktiven Welt spielt wie sein erstes Werk.

## Werke

### Araluen-Reihe

#### Die Chroniken von Araluen (Ranger's Apprentice)
- Teil 1: The Ruins of Gorlan, Random House, Melbourne 2004, ISBN 0-7593-2075-6
  - Die Ruinen von Gorlan, cbj, München 2006, Übersetzer Karlheinz Dürr, ISBN 3-570-27072-6
- Teil 2: The Burning Bridge, Random House, Melbourne 2005, ISBN 1-74166-090-4
  - Die brennende Brücke, cbj, München 2006, Übersetzerin Angelika  Eisold-Viebig, ISBN 3-570-27073-4
- Teil 3: The Icebound Land, Random House, Melbourne 2005, ISBN 1-74166-021-1
  - Der eiserne Ritter, Omnibus, München 2008, Übersetzerin Angelika  Eisold-Viebig, ISBN 3-570-21855-4
- Teil 4: Oakleaf Bearers, Random House, Melbourne 2006, ISBN 1-74166-082-3
  - Der Angriff der Temujai-Reiter, cbj, München 2009, Übersetzerin Angelika  Eisold-Viebig, ISBN 978-3-570-22065-8
- Teil 5: The Sorcerer in the North, Random House, Melbourne 2006, ISBN 1-74166-128-5
  - Der Krieger der Nacht, cbj, München 2009, Übersetzerin Angelika  Eisold-Viebig, ISBN 978-3-570-22066-5
- Teil 6: The Siege of Macindaw, Random House, Melbourne 2007, ISBN 1-74166-134-X
  - Die Belagerung, cbj, München 2011, Übersetzerin Angelika  Eisold-Viebig, ISBN 978-3-570-22222-5
- Teil 7: Erak’s Ransom, Random House, Melbourne 2007, ISBN 1-74166-209-5
  - Der Gefangene des Wüstenvolks, cbj, München 2012, Übersetzerin Angelika  Eisold-Viebig, ISBN 978-3-570-22229-4
- Teil 8: The Kings of Clonmel, Random House, Melbourne 2008, ISBN 978-1-74166-301-3
  - Die Befreiung von Hibernia, cbj, München 2012, Übersetzerin Angelika  Eisold-Viebig, ISBN 978-3-570-22342-0
- Teil 9: Halt’s Peril, Random House, Melbourne 2009, ISBN 978-1-74166-302-0
  - Der große Heiler, cbj, München 2012, Übersetzerin Angelika  Eisold-Viebig, ISBN 978-3-570-22343-7
- Teil 10: The Emperor of Nihon-Ja, Random House, Melbourne 2010, ISBN 978-1-74166-448-5
  - Die Schwertkämpfer von Nihon-Ja, cbj, München 2013, Übersetzerin Angelika  Eisold-Viebig, ISBN 978-3-570-22375-8
- Teil 11: The Lost Stories, Random House, Melbourne 2011, ISBN 978-1-86471-818-8
  - Die Legenden des Königreichs, cbj, München 2014, Übersetzerin Angelika  Eisold-Viebig, ISBN 978-3-570-22486-1
- Teil 12: A New Beginning, Random House, Melbourne 2013, ISBN 978-1-86471-819-5
  - Das Vermächtnis des Waldläufers, cbj, München 2015, Übersetzerin Angelika  Eisold-Viebig, ISBN 978-3-570-22508-0
- Teil 13: The Red Fox Clan, Philomel Books, New York 2018, ISBN 978-1-5247-4138-9
  - Königreich in Gefahr, cbj, München 2019, Übersetzerin Angelika  Eisold-Viebig, ISBN 978-3-570-31255-1
- Teil 14: Duel at Araluen, Philomel Books, New York 2019, ISBN 978-1-5247-4141-9
  - Im Bann des dunklen Ordens, cbj, München 2020, Übersetzerin Angelika  Eisold-Viebig, ISBN 978-3-570-31269-8
- Teil 15: The Missing Prince, Philomel Books, New York 2020, ISBN 978-0-593-11345-5
  - Die Verschwörung von Gallica, cbj, München 2021, Übersetzerin Angelika  Eisold-Viebig, ISBN 978-3-570-31389-3
- Teil 16: Escape From Falaise, Philomel Books, New York 2021, ISBN 978-0-593-11350-9
  - Flucht aus dem Kerker, cbj, München 2022, Übersetzerin Angelika Eisold-Viebig, ISBN 978-3-570-31534-7
- Teil 17: Arazan's Wolves, Viking Books for Young Readers, 2023, ISBN 978-0-593-46384-0
- Teil 18: The Ambush at Sorato, Viking Books for Young Readers, 2024, ISBN 978-0-593-46388-8

Die Romanreihe dreht sich um den Waisenjungen Will, der bei dem Waldläufer Walt eine Ausbildung beginnt. Zusammen mit Prinzessin Cassandra und seinem Freund Horace kämpfen und tricksen sie sich durch die ersten drei Bände. Im fünften Band hat Will seine Ausbildung zum Waldläufer abgeschlossen, allerdings greift der 7. Band noch einmal zurück, bis etwa 3 Monate vor Wills Lehrabschluss und seiner Aufnahme als vollwertiger Waldläufer, und spielt zwischen den Teilen 4 und 5. Er zeigt, wie schwierig ein Leben als Waldläufer sein kann. Im siebten Band ist er zum ersten Mal wirklich auf sich alleine gestellt, in den weiteren Bänden sind seine Freunde Walt, Horace und sein Pony Reißer jedoch wieder an seiner Seite. Ab dem zwölften Band, der 15 Jahre nach dem ersten Abschnitt einsetzt, muss Will den Tod seiner Frau Alyss ertragen und erhält erstmals selbst einen Lehrling, Madelyn, die Tochter von Cassandra und Horace, die als erste weibliche Waldläuferin im Mittelpunkt des neuen Abschnitts steht.

#### Verfilmung
In einer Videobotschaft gab John Flanagan 2013 bekannt, dass eine Verfilmung des ersten Teils der Chroniken von Araluen geplant wird. Das Drehbuch wurde vom Drehbuchautor von Casino Royale, Paul Haggis geschrieben und soll auch von ihm verfilmt werden. In den New York Times wurde in einem Artikel dann ein Termin veröffentlicht, die Arbeit sollte im Herbst 2016 beginnen.

### Die Chroniken von Araluen – Wie alles begann (Ranger's Apprentice – The Early Years)
- Teil 1: The Early Years, The Tournament at Gorlan, Random House, Melbourne 2015, ISBN 978-1-74275-930-2
  - Wie alles begann, Das Turnier von Gorlan, cbj, München 2017, Übersetzerin Angelika  Eisold-Viebig, ISBN 978-3-570-22625-4
- Teil 2: The Early Years, Thema Battle of Hackham Heath, Philomel Books, New York 2016, ISBN 978-0-399-16362-3
  - Wie alles begann, Die Schlacht von Hackham Heath, cbj, München 2018, Übersetzerin Angelika  Eisold-Viebig, ISBN 978-3-570-22631-5

Wie der Titel bereits vermuten lässt, greifen die Bände weiter zurück in die Vergangenheit Araluens. Sie spielen ca. 16 Jahre vor dem Beginn der Haupthandlung und berichten hauptsächlich von Crowleys und Walts erstem Kampf gegen Morgarath. Auch weitere aus der Haupthandlung bekannte Charaktere (König Duncan, Gilan, Baron Arald, Lady Pauline, …) spielen eine Rolle.

#### Kurzgeschichten
enthalten in The Lost Stories/Die Legenden des Königreichs
- And About Time Too ...
  - Das wurde aber auch Zeit ...
- Death of a Hero
  - Tod eines Helden
- Dinner for Five
  - Essen für Fünf
- Purple Prose
  - Ein Gedicht in Purpur
- The Bridal Dance
  - Der Hochzeitstanz
- The Fragment
  - Das Fragment
- The Inkwell and the Dagger
  - Das Tintenfass und der Dolch
- The Roamers
  - Die Landfahrer
- The Wolf
  - Der Wolf

### Brotherband (The Brotherband Chronicles)
- Teil 1: The Outcasts, Random House, Melbourne 2011, ISBN 978-1-74166-449-2
  - Die Bruderschaft von Skandia, cbj, München 2013, Übersetzerin Angelika  Eisold-Viebig, ISBN 978-3-570-22381-9
- Teil 2: The Invaders, Random House, Melbourne 2012, ISBN 978-1-74166-450-8
  - Der Kampf um die Smaragdmine, cbj, München 2014, Übersetzerin Angelika  Eisold-Viebig, ISBN 978-3-570-22382-6
- Teil 3: The Hunters, Random House, Melbourne 2012, ISBN 978-1-74275-062-0
  - Die Schlacht um das Wolfsschiff, cbj, München 2014, Übersetzerin Angelika  Eisold-Viebig, ISBN 978-3-570-22383-3
- Teil 4: Slaves of Socorro, Random House, Melbourne 2014, ISBN 978-1-74275-934-0
  - Die Sklaven von Socorro, cbj, München 2015, Übersetzerin Angelika  Eisold-Viebig, ISBN 978-3-570-22505-9
- Teil 5: Scorpion Mountain, Random House, Melbourne 2014, ISBN 978-1-74275-936-4
  - Der Klan der Skorpione, cbj, München 2016, Übersetzerin Angelika  Eisold-Viebig, ISBN 978-3-570-22506-6
- Teil 6: The Ghostfaces, Philomel Books, New York 2016, ISBN 978-0-399-16357-9
- Teil 7: The Caldera, Philomel Books, New York 2017, ISBN 978-0-399-16358-6
- Teil 8: Return of the Temujai, Philomel Books, New York 2019, ISBN 978-1-5247-4144-0
- Teil 9: The Stern Chase, Viking Books for Young Readers, 2022, ISBN 978-0-593-46382-6